# Fertima
Fertima (Société Marocaine des Fertilisants SA) — марокканская компания, которая производит и импортирует азотные и фосфорные удобрения.

## Компания сегодня
Компания имеет 6 фабрик по производству удобрений в Беркане, Кенитре, Касабланке, Берречиде, Тлете-Бугедре и Аит-Меллоуле. Компания контролирует 62% внутреннего рынка удобрений.
Акции компании торгуются на Касабланкской фондовой бирже.